# Maciej Stańczykowski
Maciej Stańczykowski (ur. 15 października 1940) – polski bokser.
Zawodnik Gwardii Łódź, srebrny medalista Spartakiady Gwardyjskiej z 1962 w kategorii lekkośredniej i brązowy z 1965 w wadze średniej.
Indywidualny mistrz Polski w kategorii średniej (1968), trzykrotny brązowy medalista – w wadze lekkośredniej z 1961 oraz średniej z 1965 i 1969.